# Herminia nakatomii
Herminia nakatomii är en fjärilsart som beskrevs av Mamoru Owada 1977. Herminia nakatomii ingår i släktet Herminia och familjen nattflyn. Inga underarter finns listade i Catalogue of Life.